# Anicetus stylatus
Anicetus stylatus är en stekelart som beskrevs av Subba Rao 1977. Anicetus stylatus ingår i släktet Anicetus och familjen sköldlussteklar. Inga underarter finns listade i Catalogue of Life.